# Retfala
Retfala je osječka gradska četvrt koja se nalazi na zapadnom dijelu grada. 
Ima 14 123 stanovnika i 500 kućanstava. Dan četvrti održava se 14. rujna, blagdan Uzvišenja Svetog Križa.

## Povijest
Povijesna demografija od najranijih pouzdanih zapisa iz razdoblja osmanske okupacije ukazuje na to da su selo Retfalu (srednjovjekovnoga imena Petrus) osnovali i nastanjivali Mađari kalvinske vjeroispovijesti. Značajnije promjene nastupile su sredinom 18. stoljeća, kada Retfala postaje posjedom obitelji Pejačević i u značajnijem broju ju počinju kolonizirati Nijemci. Krajem 18. i početkom 19. stoljeća spomenuta obitelj gradi i reprezentativan dvorac koji je i danas jednom od znamenitosti Retfale, a to je ujedno i razdoblje kada Retfala sve izraženije počinje težiti gradu Osijeku i postupno dobivati urbane karakteristike. Ipak, Retfala je definitivno postala osječkim naseljem tek 1947. godine.
Današnje osječko naselje Retfala izvorno je bilo srednjovjekovno selo koje je pojedine ruralne karakteristike zadržalo sve do suvremenoga doba.
Arheološki ostatci i povijesni zapisi ukazuju na to da je naselje na mjestu današnjeg osječkog naselja Retfale postojalo još u ranom srednjem vijeku. Prvi spomen toga naselja jest 1496. godine, a zabilježeni oblici imena bili su Petrus, Petrocz, Petres i Petrouch. Tada je naselje bilo u vlasništvu obitelji Korog i bilo je naseljeno mađarskim stanovništvom. Petrus (odnosno današnja Retfala; ostale zapisane inačice imena naselja ukazuju na to da se naselje najvjerojatnije izgovaralo /Petruš/, a ne /Petrus/) izvorno je, dakle, selo (a ne dio grada) koje je bilo smješteno nedaleko od srednjovjekovnog Osijeka.
Značajnije promjene u razvoju Petrusa dogodile su se poslije dolaska Osmanlija, odnosno od 1526. godine. Budući da su Osmanlije imali tolerantniji odnos prema protestantima nego prema katolicima te da je u to vrijeme reformacija bila izrazito jaka i utjecajna, posebice zahvaljujući manjim materijalnim obvezama prema vjerskoj zajednici, ali i aktualnosti mnogih ideja, kalvinska je župa osnovana u Petrusu već 1530. godine. U to je vrijeme u Petrusu bilo dvadeset kuća i sve su bile nastanjene Mađarima kalvinske vjeroispovijesti. U narednom se razdoblju selo u demografskom smislu brzo razvijalo, jer je osmanski popis Požeškoga sandžaka zabilježio da je 1579. godine u Petrusu bilo pedeset i dvije kuće te da je u selu postojao i seoski knez. Seoski spahija bio je janjičarski aga Mustafa-čauš, a u selu je stanovao i Mustafa-paša, čuvar osječkoga dravskog mosta. Izuzev njih, svi ostali zabilježeni stanovnici bili su po vjeroispovijesti kalvini, a po narodnosti Mađari, što se može zaključiti i onomastičkom analizom popisa. (Popis sandžaka ..., 2001.)

### Retfala početkom 18. stoljeća
Nakon što su Osmanlije protjerane iz Slavonije 1687. godine, stanovnici su u strahu od ratnih zbivanja napustili selo Petrus i raselili se po okolnim šumama. Po završetku opasnosti, stanovnici su ponovno osnovali naselje, ali ovaj put pod nazivom Rétfalu (mađ. rét – močvara, rit, falu – selo) odnosno doslovno – Selo u ritu. Jasno je da je selo tako imenovano zahvaljujući svom zemljopisnom smještaju i neposrednoj blizini rijeke Drave koja je utjecala na to da zemljište oko sela bude često poplavljeno. (Hrvatska na tajnim ..., 2002.)
Popis koji su obavile austrijske vlasti 1698. godine zabilježio je u Rétfali 39 naseljenih kuća, koje su bile izgrađene od drveta i blata, a osim kućevlasnika zabilježeno je da su oni imali i
29 sinova i 17 kćeri te dodatne 32 osobe koje su živjele kod njih „na stanu“. Od pokretne imovine stanovnici su ukupno posjedovali 4 konja, 38 volova, 22 krave, 18 junadi te 37 svinja, a ukupno su obrađivali oranica i oko livada i sjenokoša (koje su često bile poplavljene). Zanimljivo je da su u Rétfali tada postojala četiri mlina na rijeci Dravi. 
Rétfalu se nastavlja razvijati i prema austrijskom iz 1736. godine imala je ukupno 84 kuće, a njezini su stanovnici ukupno posjedovali 33 konja, 94 vola, 67 krava i junadi i 94 svinje, a ukupno su obrađivali oranice i livada i sjenokoša. Takav porast bio je moguć jer su susjedna manja sela nakon protjerivanja Osmanlija opustjela, a zanimljivo je da je Rétfalu ostalo jedno od rijetkih naselja u blizini Osijeka koje je i dalje bilo naseljeno isključivo mađarskim stanovništvom kalvinske vjeroispovijesti.

### Mađarska i njemačka Retfala
Rétfalu ostaje posjedom bečke Dvorske komore do 1750. godine, kada prelazi u posjed Marka III. Aleksandra baruna Pejačević, a u vlasništvu njegovih nasljednika Rétfalu ostaje sve do 1916. godine, kada izumire retfalski ogranak obitelji Pejačević. Rezidenciju u kojoj je obitelj praktično neprestano prebivala više od stoljeća i pol, odnosno tzv. dvorac Pejačević, građen je u razdoblju od 1796. do 1801. godine u stilu baroknoga klasicizma. Dvorac je izgrađen kao trokrilna prizemna zgrada kojoj je samo središnji dio izveden na kat, što je karakteristično za kasnobarokne i klasicističke dvorce koji su se gradili u susjednoj Mađarskoj. S istoka i zapada dvorište je bilo omeđeno gospodarskim zgradama, od kojih je do danas sačuvana samo zapadna, s otvorenim arkadnim trijemom prema dvorištu. Uz dvorac se prostirao i perivoj veličine, između osječkoga Gornjeg grada i naselja Rétfalu, a zahvaljujući njegovoj uređenosti tijekom devetnaestoga stoljeća često ga se nazivalo „osječkim Schönbrunom“.U razdoblju od 1752. – 1762. godine u Rétfali je izgrađena i kasnobarokna kalvinska crkva, koja je jedan od najstarijih sakralnih objekata na osječkom području.  
Znatnije etničke promjene u Rétfali se odvijaju tijekom druge polovice osamnaestoga stoljeća, kada njezinu glavnu ulicu (današnju Strossmayerovu) naseljavaju Nijemci i ona se otada naziva Njemačkom Retfalom, dok u starom dijelu (današnja ulica Šandora Petőfija) i dalje ostaju Mađari, pa se taj dio otad naziva Mađarskom Retfalom i takvo stanje ostaje sve do kraja Prvoga svjetskog rata. Kao rezultat upravnih reformi cara Josipa II., godine 1786. obavljen je popis osječkoga kotara u kojemu su zabilježeni podatci i za Rétfalu. Po tom popisu, Mađarska Retfala (Magyar Rétfalu) je imala 83 kuće u kojima je živjelo 572 stanovnika i svi su bili Mađari kalvinske vjeroispovijesti, a u Njemačkoj je Retfali (Deutsche Retfalu) u 27 kuća živjelo 456 stanovnika i svi su bili Nijemci katoličke vjeroispovijesti. Zanimljivo je da je u Njemačkoj Retfali zabilježeno više obrtnika nego u svim ostalim popisivanim ruralnim naseljima zajedno; ukupno dvanaest, a to su bila tri postolara, po dva tkalca i kolara i po jedan stolar, krojač, lončar, kovač i bačvar. Ti podatci ukazuju na to da se posebice Njemačka Retfala polako počela uklapati u urbanu strukturu Osijeka. 
Ipak, Mađarska i Njemačka Retfala izvorno su bila naselja prvenstveno ruralnih karakteristika, a te su se karakteristike uglavnom održale i tijekom dvadesetoga stoljeća. Tijekom devetnaestog stoljeća arhitektura Mađarske Retfale bila je prepoznatljiva po tradicionalnim panonskim kućama koje su bile zabatom okrenute prema ulici, a trijemom otvorene prema dvorištu. Ipak, značajke zabata tih kuća ipak su pokazivale određene urbane elemente, što se najviše i najčešće očitovalo u ukrasima u žbuci u stilu historicizma te u obliku zabata koji je ponekad bio zaobljenoga, „volutastoga“ oblika. S druge strane, najvažnija značajka kuća Njemačke Retfale bila je postavljenost uzdužne strane kuće prema ulici, uz dodatno dvorišno krilo. 

### Nova Retfala - prva polovica 20. stoljeća
Raspadom Austro-Ugarske, retfalačko vlastelinstvo i perivoj dvorca Pejačević postupno su rasparcelirani i iskrčeni, a na tome je području nastala tzv. Nova ili H(o)rvatska Retfala. Ta se Retfala tek 1930. godine i fizički spojila s Osijekom i tada je Hrvatska Retfala imala 14 ulica i dvije stotine kuća s oko šest stotina stanovnika, koji su uglavnom radili u osječkim tvornicama, dok su se stanovnici Njemačke i Mađarske Retfale uglavnom i dalje nastavili baviti poljoprivredom. Opskrba Osijeka poljodjelskim proizvodima za sve slojeve gradskog stanovništva zasigurno je određenim dijelom bila osigurana upravo s njihovih oranica. Iako je razvoj Retfale bio usmjeren izravno prema gradu Osijeku još od osamnaestoga stoljeća, ukidanje samostalne općine Retfala i njezino pripajanje u gradsku cjelinu provedeno je tek 1947. godine.
Relativno brz nastanak i širenje Hrvatske Retfale tridesetih godina ujedno je i još jedna potvrda longitudinalnosti razvoja osječke gradske strukture, koji je, ako ne i ranije, započeo ujedinjenjem gradskih općina Gornjega grada, Tvrđe te Donjega grada 1786. godine, a takav razvoj trajao je sve do suvremenoga doba, što se očituje u činjenici da se Osijek danas u smjeru istok-zapad proteže u gotovo, a u smjeru sjever-jug svega. 
Osječko naselje Retfala imalo je zanimljiv povijesni i demografski razvoj, prvenstveno zahvaljujući svom zemljopisnom položaju odnosno neposrednoj blizini grada Osijeka. Tako se u nepuna dva stoljeća razvilo od seoskoga do gradskog naselja, iako je zasigurno i tijekom ranijih razdoblja utjecaj većega urbanoga središta bio nezanemariv. Mađarska i Njemačka Retfala uspjele su sačuvati svoje značajke gotovo do suvremenoga doba, u prvom redu zahvaljujući etničkoj i vjerskoj posebnosti svojih stanovnika, ali i urbanističkoj organizaciji i donekle „etničkoj parceliziranosti“ cjelokupnoga naselja koja je prevladavala do sredine 20. stoljeća. Hrvatsko stanovništvo u značajnijem broju naseljava Retfalu tek početkom 20. stoljeća i to prvenstveno na „praznome“ području između osječkoga Gornjeg grada i dvorca Pejačević, krčenjem dvorskoga perivoja i njegovim pretvaranjem u građevinsko zemljište.

## Znamenitosti
- Dvorac Pejačević
- Kalvinska crkva

## Graniči:
- s istoka: ulica Antuna Kanižlića od rijeke Drave do željezničke pruge Osijek – Našice
- sa zapada: kanal Petruš od željezničke pruge Osijek – Našice do rijeke Drave
- sa sjevera: rijeka Drava od kanala Petruš do Ulice Antuna Kanižlića
- s juga: željeznička pruga Osijek – Našice od kanala Petruš do ulice Antuna Kanižlića